# Maks Veber
Maksimilijan Karl Emil Veber (Erfurt, 21. april 1864 — Minhen, 14. jun 1920) bio je nemački pravnik, ekonomista, istoričar, sociolog i političar. On je značajno uticao na socijalnu teoriju i istraživanja, a posebno na sociologiju kao zasebnu disciplinu. Njegova najveća dela se bave racionalizacijom i birokratizacijom u vreme ekspanzije kapitalizma i širenja modernosti. Veber je, zajedno sa svojim kolegom Georgom Zimelom, jedna od ključnih figura zaslužnih za uspostavljanje metodološkog antipozitivizma, koji sociologiju posmatra kao neempiricističko polje istraživanja u kojem društveno delanje treba proučavati interpretativnim metodama zasnovanim na razumevanju značenja i svrhe koju pojedinac pridaje svom delanju. Maksa Vebera obično navode, zajedno sa Emilom Dirkemom i Karlom Marksom, kao jednog od tri glavna utemeljivača moderne društvene nauke i opisuju ga kao najznačajnijeg klasičnog mislioca u društvenim naukama. Smatraju ga još i utemeljivačem teorije birokratske organizacije, koja predstavlja preteču savremenih teorija društvene organizacije.

## Detinjstvo i mladost
Rođen je 1864. godine u Erfurtu u Tiringiji, Nemačka kao najstariji od sedmoro dece bogatoga službenika. Majka mu je delomično poticala od francuskih hugenota i držala se strogih moralnih apsolutističkih ideja. Otac mu je bio član nacionalne liberalne strane, a njihova kuća ugošćavala je mnoge istaknute javne ličnosti, političare i naučnike. Maks Veber je rastao u intelektualnoj atmosferi. Krajem 1876. godine sa samo 13 godina napisao je dva istorijska eseja. U školi mu je bilo dosadno, pa kriomice čitao Getea. Pre univerziteta pročitao je mnoga klasična dela. Studije prava na Univerzitetu u Hajdelbergu upisao je 1882. godine.
Nakon jednogodišnje vojne obaveze preselio se na Univerzitet u Berlinu. Pored studija paralelno je počeo da radi kao mladi advokat. Državni pravni ispit položio je 1886. godine. Nastavio je sa postdiplomskim studijima prava i istorije. Doktorat je odbranio 1889. godine disertacijom "Istorija srednjovekovnih poslovnih organizacija".
Oženio se 1893. godine Marijanom.

## Protestantska etika
Veber je najpoznatiji po tezi iz ekonomske sociologije koju je obrazložio u svojoj knjizi Protestantska etika i duh kapitalizma. U toj studiji Veber tvrdi da je asketski protestantizam, posebno na Zapadu, bio jedan od glavnih „izbornih afiniteta“ povezanih sa usponom kapitalizma, birokratijom i racionalno-pravnom državom-nacijom. Iznoseći argumente protiv Marksove prenaglašene materijalističke interpretacije razvoja kapitalizma, on je naprotiv naglašavao kulturne uticaje koji su ukorenjeni u religiji. Protestantska etika je najranije delo koje pripada Veberovom širem poduhvatu na polju sociologije religije: nastavio je da ispituje religije Kine i Indije i drevni judaizam, sa posebnim osvrtom na očiglednu nerazvijenost kapitalizma u tim društvima, kao i na različite vidove društvene stratifikacije.

## Država i vlast
U drugom značajnijem delu, Politika kao poziv, Veber je definisao državu kao entitet koji ima „monopol na legitimnu upotrebu nasilja“. Njegova analiza birokratije u delu Privreda i društvo je i danas ključna za proučavanje organizacija. Veber je bio prvi koji je prepoznao da postoji nekoliko različitih aspekta vlasti, koje je on podelio na harizmatski, tradicionalni i racionalni. Njegova analiza birokratije naglašava da se moderne državne institucije zasnivaju na jednoj vrsti racionalno-pravne vlasti. Veberov doprinos razumevanju racionalizacije i sekularizacije u modernom zapadnom društvu (tzv. „Veberova teza“) doveo je do razvoja kritičke teorije, naročito u radu kasnijih mislilaca kao što je Jirgen Habermas.

## Politički angažman
Posle Prvog svetskog rata, Veber je bio jedan od osnivača liberalne Nemačke demokratske partije. Bezuspešno se kandidovao za poslanički mandat u parlamentu. Učestvovao je u odboru koji je sastavio ustav Vajmarske republike, gde je zastupao ideju jakog predsedništva izabranog od strane naroda.

## Glavne ideje

### Interpretativna i razumevajuća sociologija
Veber je svoje stajalište čvrsto povezivao s ljudskim delovanjem, koje je razgraničavao od ponašanja. Razlika leži u tome da ljudi deluju pridajući značenja tom istom delovanju, a zadatak je sociologije interpretacija tih značenja: „sociologija je nauka koja nastoji interpretativno da razume društveno delovanje kako bi došla do uzročno-posledičnih zaključaka o smeru i učincima delovanja. Pod „delovanjem“ podrazumeva se ljudsko ponašanje, s tim da mu individua koja deluje pridaje određeno subjektivno značenje.“ Veberova je interpretativna sociologija delomično pod uticajem tada popularne hermeneutike, odnosno discipline koja se u izvornom obliku odnosi na proučavanje značenja u tekstovima. Veber, međutim, traži značenje u ljudskom ponašanju odnosno delovanju. U tom smislu on koristi termin razumijevanja (nem. Verstehen), koji je jedna od glavnih karakteristika sociologije. Bitno je pritom da Veber sociologiju razumevanja ne smatra intuitivnom i subjektivnom; ona za njega podrazumeva racionalnu proceduru, odnosno sistematizovano i rigorozno istraživanje.

### Sociologija i istorija
Zbog svog širokog obrazovanja i različitih interesa, Veberova se istraživanja mogu smatrati interdisciplinarnima. Međutim, on je nastojao da ocrta konture nove discipline odnosno sociologije uspoređujući je s drugim disciplinama, poput istorije. Veber ih je vrlo oštro razlikovao: „... sociologija kao nauka teži formulisanju koncepata i generalizaciji zajedničkih karakteristika empirijskih procesa. Po tome se razlikuje od istorije, koja je usmerena na uzročno-posledičnu analizu i objašnjavanju individualnog delovanja, struktura i osoba koji su značajni za kulturu.“ Uprkos jasnom razlikovanju, Veber je u svom radu vrlo često kombinovao ta dva pristupa dajući svojim konceptima istorijsku dubinu i obilje specifičnih karakteristika. Na tom su tragu njegova istraživanja svetskih religija i protestantske etike. Jednom reči, da bi proučavali istoriju, sociolozi moraju razvijati teorijske koncepte. Međutim, te koncepte ne treba mešati s empirijskom stvarnošću; oni istovremeno moraju biti dovoljno uopšteni da ih istoričari mogu koristiti u svojim specifičnim istraživanjima.

### Idealni tipovi
U kontekstu njegovog interesa za razvoj koncepata, Veber raspravlja o idealnim tipovima. Idealni su tipovi instrumenti koji predstavljaju glavne karakteristike nekog predmeta istraživanja. Idealni tipovi ne postoje u empirijskoj stvarnosti, već se radi o apstrakcijama koje moraju biti korisne u društvenoj analizi.
Veber je smatrao da nije dovoljno stvarati teorijske koncepte bez ikakvog temelja u stvarnosti. On drži da se u društvenoj analizi treba kretati induktivno, odnosno od stvarnog sveta iz kojeg se pažljivom analizom definišu određeni koncepti i pravila. Iako se temelje na empirijskoj i istorijskoj stvarnosti, idealni se tipovi ne mogu pronaći u čistom obliku, već služe za daljnja istraživanja i poređenja.

### Tipovi delovanja
Veber se koristio svojom metodom idealnog tipa kako bi razvio četiri glavna tipa ljudskog delovanja: instrumentalno-racionalno, vrednosno-racionalno, afektualno i tradicionalno delovanje. Za instrumentalno-racionalno delovanje karakteristično je da akter procenjuje između različitih sredstava za postizanje određenog cilja ili svrhe. Drugi oblik racionalnog delovanja, odnosno vrednosno-racionalno delovanje takođe je usmereno na procene mogućnosti za ostvarivanje određenog cilja. Međutim, kod tog su tipa delovanja ograničena određenim vrednostima koje su same sebi svrha. Nadalje, afektualno ili emotivno delovanje određeno je neposrednim emocijama prema nekome ili nečemu, bez razmatranja mogućnosti delovanja ili mogućih posledica delovanja. Konačno, tradicionalno je delovanje više vođeno navikama i nasleđem nego svešću i proračunatim delovanjem. U skladu s idejama o idealnim tipovima, oblici delovanja za Vebera jesu teorijski konstrukti, koji se u čistom obliku ne mogu pronaći u stvarnosti. U stvarnosti delovanje uvek podrazumeva mešavinu različitih tipova.

### Oblici vlasti
Veberova definicija na jasan način identifikuje moć kao društveni fenomen, odnosno kao fenomen koji nastaje na temelju društvenog delovanja i društvene interakcije. Moć je prema Veberu verovatnoća da će pojedinac ili određena grupa nametnuti i sprovesti svoju volju uprkos otporu drugih. Moć može biti legitimna ili nelegitimna, a Veber se najviše zanimao za legitimne oblike moći, odnosno vlast. Legitimna vlast takođe se može podeliti u tri idealna tipa: racionalnu, tradicionalnu i harizmatsku. Racionalna se vlast temelji na verovanju u legalnost pravila te pravu onih koji imaju vlast i da na temelju tih pravila izdaju naredbe. Primeri takvog oblika vlasti jesu ustavne republike i parlamentarne monarhije. Tradicionalna se vlast pak temelji na svetosti tradicije i legitimnosti onih koji vrše vlast u ime tradicije. Primeri su gerontokracija, patrijarhalizam i patrimonijalizam. Poslednja, harizmatska vlast temelji se na odanosti sledbenika posebnom karakteru, junaštvu ili posebnim moćima te normativnom poretku onih koji poseduju te karakteristike.

### Birokratija
Iako su birokratije postojale kroz istoriju, Veber je primarno zainteresiran za birokratije u modernim zapadnim društvima. Birokratije se mogu pronaći u različitim društvenim institucijama koje čine moderna društva, poput vlada u nacionalnim državama ili firmi koje čine temelj kapitalizma. Birokratije karakterišu brojni činioci: 1) organizacija službenih funkcija (ureda) na temelju određenih pravila; 2) svaki ured ima specifičnu sferu uticaja, skup obaveza za obavljanje određenih funkcija, autoritet za provođenje tih funkcija i sredstva prisile za obavljanje određenog zadatka; 3) uredi su organizovani u hijerarhijski sistem; 4) službenici se odabiraju na temelju tehničkih kvalifikacija i prikladnog treninga; 5) službenici ne poseduju sredstva proizvodnje; 6) službenici nisu vlasnici svog položaja jer je položaj deo organizacije; 7) administrativni akti, odluke i pravila se pismeno formulišu i čuvaju. Svrha je birokratije delotvorno obavljanje određenih organizacijskih zadataka, što se postiže racionalnim organizovanjem društvenih položaja i uloga. Međutim, birokratije takođe mogu biti iracionalne i nedelotvorne, jer su službenici ograničeni apstraktnim pravilima i emocionalno indiferentnim uzorcima ponašanja.

### Racionalizacija i „gvozdeni kavez“
Birokratizacija je za za Vebera deo šireg društvenog procesa racionalizacije, koji zahvata sva područja modernih društava. Veber nikada nije izneo jedinstvenu i nedvosmislenu definiciju racionalizacije, ali se u njegovim delima može primetiti određena bojazan prema hegemoniji racionalno-legalne vlasti i instrumentalno-racionalnog delovanja. Tu je bojazan opisao u konceptu „gvozdenog kaveza“, odnosno potpuno racionalizovanog društva u kojem pojedinci ne mogu izbeći snažnim birokratskim organizacijama.

### Protestantska etika i duh kapitalizma
Jedna od najuticajnijih Veberovih knjiga je Protestantska etika i duh kapitalizma iz 1905. godine. Ona je deo šireg Veberovog interesa za svetske religije i posebno sociologiju religije. Veber je bio zainteresovan za otkrivanje korena kapitalističkog sistema. U tom je sistemu želja za ostvarivanjem profita i sticanjem bogatstva temeljni pokretač. Veber je korene takvog vrednosnog određenja pronašao u protestantskim crkvama, prvenstveno kalvinizmu. Protestantska je etika za razliku od na primer katoličke, koja naglašava onosvetska bogatstva, naglašavala ovosvetovne vrednosti poput rada, odricanja, ali i sticanja bogatstva radom i odricanjem od luksuza. Veber smatra da se takav etički svetonazor pojavio u Americi i Europi tokom 18. veka. Za razliku od ostalih društava u kojima se na sticanje bogatstva gledalo s moralnom osudom, protestantizam je sticanje profita pretvorio u etičku vrednosti samu po sebi. To je odigralo ključnu ulogu u razvoju kapitalizma na Zapadu.

### Veberovo shvatanje klasa
Veber je smatrao da Marksovo pogrešno predviđanje pokazuje slabost njegove klasne teorije i da se suviše usredsredio na vlasništvo.S tako pojednostavljenim merilom "vlasnik-nevlasnik" teško se može razumeti savremeno društvo.Klase ne zavise samo od proizvodnog vlasništva, već od položaja na tržištu.Spajajući oba merila - vlasništvo i stručnost - došao je do originalnog modela četvoroklasnog modela društvene strukture: gornju klasu, novu srednju klasu, staru srednju klasu i donju klasu.
Veber bio svedok da će glavna klasa u budućnosti biti nova srednja klasa i mislio je da će administracija (birokratija) biti glavna poluga nastajućeg društvenog sistema.Veber nije verovao da se klase nalaze u stalnom sukobu, kao što je Marks mislio. Ako nema klasne svesti, ako nema svesti o zajedničkom klasnom interesu, onda nema ni klasnog delovanja.

## Kritika
Ritcer iznosi četiri glavne kritike Veberova rada. Prvo, Veberova metoda razumevajuće sociologije teško je sprovodljiva. Uprkos tome što se Veber zalaže za rigoroznu interpretativnu sociologiju, povezanost između te metode i njegovih širokih uvida teško je ponovljiva. Drugo, Veberu nedostaje jasno teoretizovana makrosociologija. Naime, njegova sociologija kreće od društvenog delovanja, a najvećim se delom bavi širokim društvenim procesima i pojavama poput birokratizacije, racionalizacije i kapitalizma. Treće, nedostaje mu kritička teorija, jer Veber ne ostavlja prostor za konstruktivnu promenu. To je vidljivo u konceptu gvozdenog kaveza prema kojemu su pojedinci zarobljeni u sve racionalizovanijem svetu. I konačno, što takođe proizlazi iz prethodnoga, njegova je teorija pesimistička, jer uprkos naglašavanja individualnog značenja, Veber smatra da smo zarobljeni u svetu koji sve manje ima smisla.

## Uticaj na sociologiju
Veber je značajno uticao na pravo, proučavanje religije i ekonomiju. Međutim, njegov je uticaj na sociologiju dalekosežan, posebno u proučavanju društvene stratifikacije, političke, urbane i ruralne sociologije te sociologije kulture. Veber se takođe smatra osnivačem strukturalne sociologije, zbog interesa za stratifikaciju i institucije te sociologije delovanja.
Međunarodna je sociološka asocijacija za 14. svetski sociološki kongres u Montrealu 1998. godine sprovela anketu među svojim članovima kako bi utvrdila najuticajnije sociološke knjige 20. veka. Veberova postumno objavljena knjiga „Privreda i društvo“ (1922) bila je na prvome mestu, a „Protestantska etika i duh kapitalizma“ (1905) na četvrtom mestu. U anketi je sudelovalo 455 ispitanika, a prema rezultatima Veber je osvojio prvo mesto, odnosno izabran je za najuticajnijeg autora 20. veka.

## Literatura
- Quensel, Bernhard K (2007). Max Webers Konstruktionslogik. Sozialökonomik zwischen Geschichte und Theorie. ISBN 978-3-8329-2517-8., Nomos.  [Revisiting Weber's concept of sociology against the background of his juristic and economic provenance within the framework of "social economics"]
- [The most important work on Weber's life and torments since the biography by Marianne Weber]
- [Translation, with long introduction, of Weber's main writings on law]
- Roth, Guenther (2001). Max Webers deutsch-englische Familiengeschichte. ISBN 978-3-16-147557-3., J. C. B. Mohr (Paul Siebeck).
- Lawrence A. Scaff (2011). Max Weber in America. Princeton University Press. ISBN 978-0-691-14779-6., Princeton/Oxford, England.

## Spoljašnje veze
- Mihailo Đurić (1964) Sociologija Maksa Vebera, Zagreb: Matica hrvatska
- Maks Veber na sajtu IPT-a
- Maks Veber на сајту Internet Archive (језик: енглески)
- Maks Veber на сајту LibriVox (језик: енглески)
- (1919)
- -{Protestant Ethic Thesis by the Swatos' Encyclopedia of Religion and Society Архивирано на веб-сајту  (23. јун 2010)
- Sung Ho Kim. „Max Weber”.  Ур.: Zalta, Edward N. Stanford Encyclopedia of Philosophy.